# Bärbel Struppert
Bärbel Struppert (Jena, República Democrática Alemana, 26 de septiembre de 1950) es una atleta alemana retirada, especializada en la prueba de 4 x 100 m en la que llegó a ser subcampeona olímpica en 1972.

## Carrera deportiva
En los JJ. OO. de Múnich 1972 ganó la medalla de plata en los relevos 4 x 100 metros, con un tiempo de 42.95 segundos, llegando a meta tras Alemania Occidental y por delante de Cuba, siendo sus compañeras de equipo: Christina Heinich, Evelyn Kaufer y Renate Stecher.